# IC 1908-2
IC 1908-2 — галактика типу S (спіральна галактика) у сузір'ї Годинник.
Цей об'єкт міститься в оригінальній редакції індексного каталогу.